# Санду, Михаела
Михаела Санду (рум. Mihaela Sandu; род. 19 февраля 1977, Плоешти) — румынская шахматистка, гроссмейстер среди женщин (2008).

## Биография
В 1991 году в Мамае победила на юниорском чемпионате Европы среди девушек в возрастной категории U14. В 1993 году представляла Румынию на юниорском чемпионате мира среди девушек в возрастной категории U16. В 2003 году победила в Бухаресте на международном женском шахматном турнире «Roses Cup Women». В 2013 году была третьей, а в 2014 году заняла второе место на женском шахматном чемпионате Румынии.
Представляла Румынию на шахматной олимпиаде в 2012 году и на двух командных чемпионатах Европы по шахматам (2009, 2015).